# Асхабов, Асхаб Магомедович
Асха́б Магоме́дович Асха́бов (род. 17 августа 1948, аул Хуштада, Цумадинский район, Дагестанская АССР, РСФСР, СССР) — советский и российский учёный-минералог, действительный член Российской академии наук (2011; член-корреспондент с 1997), Председатель Президиума Коми научный центр УрО РАН. Специалист в области теоретической и экспериментальной минералогии, минералогической кристаллографии и кристаллогенезиса.

## Биография
Родился 17 августа 1948 года в ауле Хуштада Цумадинского района Дагестана. Багвалинец по национальности.
Начальное образование получил в местной школе.
В 1963 году уехал в город Воркута, окончил там среднюю школу № 18 с серебряной медалью.
После окончания школы, в 1966 году поступил в Пермский государственный университет.
В 1968 году перевелся на физический факультет Дагестанского государственного университета, который закончил в 1971 году.
Работал школьным учителем физики в Воркуте.
С 1972 года — сотрудник Института геологии Коми научного центра УрО РАН. С 1972 по 1975 год — аспирант при Коми филиале АН СССР.
В 1977 году в Ленинградском горном институте защитил кандидатскую диссертацию на тему «Исследование процессов роста и формирования кристаллов на стадии регенерации».
В 1981 году избран заведующим лабораторией экспериментальной минералогии института Института геологии Коми научного центра Уральского отделения РАН.
В 1989 году в Ленинградском государственном университете защитил докторскую диссертацию по теме «Ростовая эволюция кристаллов и кристаллообразующих сред».
С мая 2006 года — председатель Президиума Коми научного центра УрО РАН.
С февраля 2008 года — директор Института геологии Коми научного центра УрО РАН.
Получил новые данные о процессах и механизмах кристаллообразования. Заложил основы нового эволюционного направления в кристаллографии и кристаллогенезисе. Установил закономерности роста искусственных кристаллов на стадии регенерации. Предложил новые методы рационального использования природного кристаллического сырья, синтеза кристаллов и регулирования их свойств.
Внёс вклад в проблему генетической интерпретации характеристик роста кристаллов, в раскрытие закономерностей и условий природного кристаллообразования, Разработал новые морфологические, кристаллофизические и анатомические индикаторы генезиса алмаза, берилла, кварца и других минералов.

## Семья
Дети:
- дочь — Анджела, работала в телекомпании «СТС».
- сын — Магомед, работал в компании «Тройка-диалог».

## Членство в организациях
- 30 мая 1997 года избран членом-корреспондентом Российской АН по Отделению геологии, геофизики, геохимии и горных наук, специализация «минералогия»[8].
- 22 декабря 2011 года избран действительным членом РАН по Отделению наук о Земле[7].
- Председатель Сыктывкарского отделения Российского минералогического общества, член межведомственного Северо-Западного координационного совета РАН по фундаментальным и прикладным исследованиям, член Бюро Отделения наук о Земле РАН[7].
- Председатель отделения Русского географического общества в Республике Коми[9].

## Награды и премии
- 1976 — Лауреат премии Коми обкома ВЛКСМ в области науки за исследования в области роста кристаллов
- 1988 — Лауреат премии АН СССР и Болгарской академии наук за работы по прикладной минералогии
- 1998 — Заслуженный работник Республики Коми
- 2003 — Медаль ордена «За заслуги перед Отечеством» 2-й степени
- 2007 — Государственная премия Республики Коми[7]
- 2008 — Медаль «100 лет международной геофизики»
- 2009 — Орден Дружбы[2]
- 2024 — Орден Почёта[11]